# 马纳萨斯 (科罗拉多州)
马纳萨斯（英語：Manassa）是美国科羅拉多州科内霍斯郡下属的一座城市。建市于1889年6月6日，面积大约为0.931平方英里（2.412平方公里）。根据2010年美国人口普查，该市有人口991人。2011年估计该市有人口994人，相比2010年人口增长率为0.30%。同时，论人口该市是科罗拉多州第143大城市。